# Microperoryctes longicauda
Microperoryctes longicauda, conhecido como bandicoot-listrado-ocidental(a), é uma espécie de marsupial da família Peramelidae, encontrada na Nova Guiné Ocidental (Indonésia) e Papua-Nova Guiné.